# Нанкана-Сахиб (округ)
Нанкана-Сахиб (урду ضلع ننکانہ صاحب‎, англ. Nankana Sahib District) — один из 36 округов пакистанской провинции Пенджаб. Административный центр — город Нанкана-Сахиб.

## География
Площадь округа — 2 719 км². На севере граничит с округом Хафизабад, на востоке — с округом Шекхупура, на юго-востоке — с округом Лахор, на юге — с округами Окара и Касур, на востоке — с округом Фейсалабад.

## Административно-территориальное деление
Округ делится на четыре техсила:
- Нанкана-Сахиб
- Шахкот
- Сангла-Хилл
- Сафдарабад

## Население
По данным на 2010 год, население округа составляло 1 523 042 человека, из которых мужчины составляли 49 %, женщины — соответственно 51 %. Уровень урбанизации составлял 16 %. Средняя плотность населения — 560 чел./км².